# Spatholirion
Spatholirion es un género de plantas con flores de la familia Commelinaceae.  Comprende 7 especies descritas y de estas, solo 6 aceptadas.
Es originaria del sur de China hasta la península de Malasia.

## Taxonomía
El género fue descrito por Henry Nicholas Ridley y publicado en Journal of Botany, British and Foreign 34: 329. 1896. La especie tipo es: Spatholirion ornatum Ridl.

## Especies aceptadas
A continuación se brinda un listado de las especies del género Spatholirion aceptadas hasta noviembre de 2013, ordenadas alfabéticamente. Para cada una se indica el nombre binomial seguido del autor, abreviado según las convenciones y usos.
- Spatholirion calcicola K.Larsen & S.S.Larsen
- Spatholirion decumbens N.Fukuoka & N.Kurosaki
- Spatholirion elegans (Cherfils) C.Y.Wu
- Spatholirion longifolium Dunn
- Spatholirion ornatum Ridl.
- Spatholirion puluongense Aver.